# Токофобия
Токофобия, малевзиофобия (новолат. maieusiophobia, tocophobia от др.-греч. τόκος — роды, φόβος — страх, боязнь) — специфическая фобия, патологическая боязнь родов:39. Чаще всего токофобия связана с боязнью боли — алгофобия, реже с боязнью возникновения бытовых и других сложностей.
Это тип специфической фобии. В 2000 году в статье, опубликованной в Британском журнале психиатрии, страх перед родами описывался как психическое расстройство, которому уделяется мало внимания и которое может быть упущено из виду.

## Предпосылки и симптомы
Фобия родов, как и любая фобия, может проявляться рядом симптомов, включая ночные кошмары, трудности с концентрацией внимания на работе или семейных делах, панические атаки и психосоматические жалобы. Часто страх перед родами мотивирует запрос на плановое кесарево сечение. Страх родовой боли тесно связан со страхом боли в целом. Предшествующие сложные роды или неадекватное облегчение боли могут вызвать развитие фобии. Страх перед беременностью сам по себе может привести к уклонению от беременности или даже, поскольку методы контрацепции никогда не бывают на 100 % эффективными, к уклонению от полового акта или к просьбе о стерилизации, например, с помощью гистерэктомии.
Токофобия ― фобическое тревожное расстройство, которое может быть упущено из виду медицинскими работниками. Наряду со специфическими фобиями и тревожными расстройствами, токофобия может быть связана с депрессией и посттравматическим стрессовым расстройством. Признание токофобии и оказание психологической помощи акушерами или другими медицинскими специалистами могут помочь уменьшить её тяжесть и обеспечить эффективное лечение.
Исследование, проведенное на 230 беременных женщинах, показало, что токофобия (патологический страх родов) чаще встречается среди женщин, выбравших естественные роды (35,65%), чем среди тех, кто планирует кесарево сечение (28%). Статистический анализ подтвердил значимую связь между способом родоразрешения и уровнем токофобии. Хотя исследование выявило некоторую связь между количеством предыдущих беременностей и токофобией, эта связь не была статистически значимой. Таким образом, можно заключить, что страх родов сильнее выражен у первородящих женщин, предпочитающих естественные роды.

## Причины
Причины токофобии имеют разное происхождение. Женщины могут бояться за жизнь ребёнка, бояться неизвестного и неопределённости процесса родов, а также самих родов. У женщин может развиться токофобия, основанная на предыдущем опыте родов. Женщины могут не доверять акушерам или бояться остаться в одиночестве во время родов.

### Первичные
Первичная токофобия ― страх перед родами у женщин, которые никогда не рожали. Он может предшествовать беременности или наступить во время неё. Страх может быть связан с опытом их собственной матери или быть вызван воздействием родов без адекватного объяснения в молодом возрасте. Его также могут испытывать женщины, подвергшиеся сексуальному насилию или изнасилованию. Роды могут вызвать воспоминания у женщин, получивших травму.

### Вторичные
Вторичная токофобия возникает у женщин, переживших роды. Предыдущий опыт рождения может быть не благоприятным. Кроме того, женщины могли пережить другие травмирующие жизненные события и жестокое обращение.

## Терминология
Термин «Токофобия» был введен в медицинскую литературу в 2000 году. Это слово происходит от греческого tokos (роды) и phobos (страх).
Она также известна как «Малевсиофобия» (относящегося в основном к акушерству), «Родовая фобия» и «Локиофобия».